# Wallabag
wallabag est un ensemble d’applications libres de lecture différée ("read-it later"). Elles permettent la gestion et la lecture d'articles en dehors des sites originels, dans une mise en page homogénéisée avec un contenu épuré. Les articles peuvent être rangés par tags, classés par favoris, marqués comme archivés et également suivis par le moyen de flux RSS. L'export pour livre numérique est également possible. Il y a compatibilité avec les services existants Pocket, Readability, Instapaper.
Le projet propose un service payant d’hébergement d’instance wallabag.

## Hébergement
wallabag est un logiciel qui s'installe sur un serveur Web, et est également disponible sous la forme d'une image Docker et d'une application YunoHost. Wallabag peut également être utilisé en étant hébergé chez les CHATONS, collectif mise en place par Framasoft,.

## Applications tierces
wallabag propose des applications mobiles pour Android, Windows Phone et Windows, Firefox OS et iOS. Il existe également une extension pour les navigateurs Mozilla Firefox, Google Chrome et Opera ainsi que des applications pour consulter ses articles sur les liseuses PocketBook et Kobo.

## Changement de nom et de logo
Début 2014, l'application, anciennement nommée poche, a dû changer de nom et de logo à la suite d'un conflit avec l'application Pocket.